# Leg spin

Leg break

Leg spin, odmiana spin bowlingu, jeden ze sposobów rzucania piłki w krykiecie. 
Bowler rzucający w stylu leg spin używa prawej ręki i techniki wrist spin, nadając piłce ruch wirowy w kierunku odwrotnym do ruchu wskazówek zegara. Powoduje to, że w już trakcie lotu piłka porusza się po łuku, a w momencie odbicia piłki od powierzchni pitchu zmienia ona gwałtownie kierunek lotu, skręcając w lewą stronę.  Nazwa leg spin odnosi się tylko do praworęcznych rzucających, leworęczny sposób rzucania piłki przy użyciu techniki wrist spin nosi nazwę left-arm unorthodox.
Podstawowy rzut w stylu leg spin to tzw. leg break. Dobrzy bowlerzy leg spinu mają zazwyczaj w swoim arsenale przynajmniej dwa inne rzuty – googly (piłka rzucana jak leg break, ale odbijająca się w drugą stronę) i topspinner (piłka rzucana jak leg break, ale bez znaczącej zmiany toru lotu).  Dwie stosunkowo rzadko spotykane odmiany topsinnera to flipper i slider.
Najwybitniejszym przedstawicielem leg spinu był australijski bowler Shane Warne.